# Évricourt
Évricourt és un municipi francès, situat al departament de l'Oise i a la regió dels Alts de França. L'any 2007 tenia 210 habitants.

## Demografia

### Població
El 2007 la població de fet d'Évricourt era de 210 persones. Hi havia 76 famílies de les quals 12 eren unipersonals (12 homes vivint sols), 20 parelles sense fills, 24 parelles amb fills i 20 famílies monoparentals amb fills.
La població ha evolucionat segons el següent gràfic:
Habitants censats

### Habitatges
El 2007 hi havia 83 habitatges, 76 eren l'habitatge principal de la família, 3 eren segones residències i 4 estaven desocupats. Tots els 83 habitatges eren cases. Dels 76 habitatges principals, 66 estaven ocupats pels seus propietaris i 10 estaven llogats i ocupats pels llogaters; 3 tenien dues cambres, 10 en tenien tres, 16 en tenien quatre i 47 en tenien cinc o més. 61 habitatges disposaven pel capbaix d'una plaça de pàrquing. A 33 habitatges hi havia un automòbil i a 39 n'hi havia dos o més.

### Piràmide de població
La piràmide de població per edats i sexe el 2009 era:
| Homes | Edats   | Dones |
| ----- | ------- | ----- |
| 0     | 95 o +  | 0     |
| 0     | 90 a 94 | 0     |
| 0     | 85 a 89 | 0     |
| 0     | 80 a 84 | 0     |
| 0     | 75 a 79 | 4     |
| 0     | 70 a 74 | 0     |
| 8     | 65 a 69 | 4     |
| 12    | 60 a 64 | 0     |
| 4     | 55 a 59 | 12    |
| 12    | 50 a 54 | 8     |
| 0     | 45 a 49 | 8     |
| 8     | 40 a 44 | 12    |
| 12    | 35 a 39 | 4     |
| 4     | 30 a 34 | 8     |
| 12    | 25 a 29 | 0     |
| 4     | 20 a 24 | 8     |
| 20    | 15 a 19 | 16    |
| 8     | 10 a 14 | 12    |
| 4     | 5 a 9   | 4     |
| 4     | 0 a 4   | 4     |

## Economia
El 2007 la població en edat de treballar era de 143 persones, 107 eren actives i 36 eren inactives. De les 107 persones actives 96 estaven ocupades (59 homes i 37 dones) i 11 estaven aturades (8 homes i 3 dones). De les 36 persones inactives 9 estaven jubilades, 8 estaven estudiant i 19 estaven classificades com a «altres inactius».

### Ingressos
El 2009 a Évricourt hi havia 74 unitats fiscals que integraven 210 persones, la mediana anual d'ingressos fiscals per persona era de 18.278 €.

### Activitats econòmiques
Dels 3 establiments que hi havia el 2007, 1 era d'una empresa de comerç i reparació d'automòbils, 1 d'una empresa immobiliària i 1 d'una empresa de serveis.
L'any 2000 a Évricourt hi havia 5 explotacions agrícoles.

## Equipaments sanitaris i escolars
El 2009 hi havia una escola elemental.

## Poblacions més properes
El següent diagrama mostra les poblacions més properes.